# Lioudmyla Monastyrska
Lioudmyla Viktorivna Monastyrska (ukrainien : Людмила Вікторівна Монастирська), née en 1975 à Kiev, est une soprano ukrainienne, principalement connue pour son interprétation de grands rôles verdiens tels que Lady Macbeth, dans Macbeth, ou Aida, dans l'opéra du même nom.

## Carrière

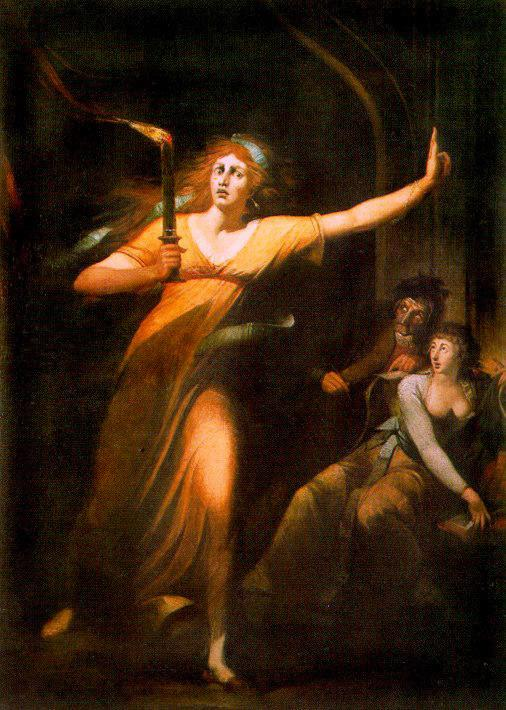
Lady Macbeth (ici représentée par Füssli), rôle tenu par Lioudmyla Monastyrska dans l'opéra de Verdi.

Lioudmyla Monastyrska étudie à l'Académie de musique Tchaïkovski de Kiev. Elle en sort pour devenir deux ans plus tard la soliste principale de l'Opéra national d'Ukraine, à Kiev. 
Elle fait ses débuts en 1996 dans Eugène Onéguine, à l'Opéra National d'Ukraine. Elle interprète ensuite, tant à Kiev qu'à Saint-Pétersbourg, les rôles d'Aida, d'Amelia (Un ballo in maschera), ou encore de la Gioconda dans l'opéra du même nom.
En 2010, elle interprète le rôle-titre de Tosca au Deutsche Oper de Berlin.
Elle tient ensuite, dans une interprétation très remarquée, le rôle de Lady Macbeth dans l'opéra de Verdi, Macbeth au Royal Opera House (Covent Garden).  Lors de la saison 2012-2013, elle y tient le rôle d'Abigaïlle face au Nabucco de Placido Domingo, dans l'opéra du même nom de Verdi.

## Discographie
- Giuseppe Verdi, Macbeth : rôle de Lady Macbeth, enregistré au Royal Opera House de Londres, avec Simon Keenlyside dans le rôle de Macbeth, sous la direction d'Antonio Pappano. Paru en 2011 chez BBC / Opus Arte, en DVD et en Blu-ray.